# Johann Wolf (Literaturwissenschaftler)
Johann Wolf (* 12. Juni 1905 in Bozen, Südtirol, Österreich-Ungarn; † 24. September 1982 in Timișoara, Sozialistische Republik Rumänien) war rumänischer Literaturwissenschaftler und Hochschullehrer am Germanistischen Lehrstuhl der Philologischen Fakultät an der Universität des Westens Timișoara.

## Leben
Wolfs Eltern waren der aus Variaș im Banat stammende Militärmusiker Johann Wolf (1874–1921) und Maria Koran (1879–1907). Nach vollendeter Entsendung in Bozen lebte die Familie in Wien, Bratislava, und ab 1919 in Variaș. 1919/1920 besuchte Wolf das Deutsche Staatsrealgymnasium in Timișoara und von 1920 bis 1924 die Katholische Deutsche Lehrerbildungsanstalt. Der Stipendiat verrichtete hier Sekretariatsaufgaben für den Theologieprofessor und Direktor der Schule Josef Nischbach. Nach der Ausbildung zum Lehrer wurde er 1924 zum Studienleiter und Erzieher der Lehrerbildungsanstalt berufen. Sein Studienstipendium an der Deutschen Burse zu Marburg bei Johann Wilhelm Mannhardt vom „Institut für das Grenz- und Auslanddeutschtum“ unterbrach er wegen seines Militärdienstes in der Rumänischen Armee. 1926 wurde er zum ersten Übungsschullehrer der Banatia in Timișoara ernannt.
Wolf leitete die Lehrerfortbildung in dem 1930 gegründeten „Deutschen katholischen Lehrerverband“. Er schrieb Beitrage für den von 1923 bis 1940 bestehenden „Banater Schulboten“, dessen Schriftleiter er von 1931 bis 1932 war. Er war Mitherausgeber einer Reihe von Schulbüchern für die Banater Volksschulen. Ebenso war er im Junglehrerverband für die Organisation der Lehrerschaft und deren Versorgung im Alter tätig. Als Schauspieler wirkte Wolf 1924 in Schillers Wilhelm Tell, 1930 in Die Räuber, und 1932 als Mephisto in Goethes Faust mit. Zu dieser Zeit heiratete er die Grundschullehrerin Elvira Hicke (1906–1999).
Von 1928 bis 1930 bereitete sich Wolf in Wien privat auf seine Matura-Prüfung vor, die er 1930 bestand. Im gleichen Jahr begann er dort sein Studium in Pädagogik, Philosophie, Psychologie und Mathematik und promovierte 1936 in Philosophie. Als Autodidakt erlernte Wolf mehrere Sprachen. Von 1937 bis 1941 erteilte er Pädagogikunterricht an den Präparandenklassen der Übungsschule und von 1941 bis 1944 Philosophieunterricht an der Banatia, die sich zur Zeit des Nationalsozialismus „Prinz-Eugen-Schule“ nannte. Zur nationalsozialistischen Bewegung hielt Wolf Distanz.
Im Januar 1945 wurde Wolf zur Zwangsarbeit in die Sowjetunion verschleppt, zuerst nach Krywyj Rih, wo ihm in einem Sägewerk ein Finger zerquetscht wurde; danach arbeitete er in einen Steinbruch. Seine Russisch-Kenntnisse halfen ihm bei der Erlangung eines Übersetzerdiploms für Russisch und Rumänisch. Nach seiner Rückkehr ins Banat unterrichtete Wolf an verschiedenen Schulen; im Sommer arbeitete er in Darova an der Dreschmaschine.
1948 arbeitete Wolf als Lehrer am Deutschen Staatslyzeum und unterrichtete an der „Deutschen Pädagogischen Lehranstalt“ Mathematik, Psychologie, Pädagogik und Logik. Ab 1956 unterrichtete er auch am „Zentralen Fortbildungsinstitut für Lehrer“, ab 1957 am „Pädagogischen Institut“ in Timișoara. Am Germanistischen Lehrstuhl der Philologischen Fakultät der Universität des Westens Timișoara war Wolf zunächst als Assistent mit Lehrauftrag, dann von 1958 bis 1969 als Hochschullehrer tätig. Am 3. Juli 1968 nahm Wolf an den „Beratung beim Zentralkomitee (ZK) der Rumänischen Kommunistischen Partei (RKP) mit Wissenschaftlern und Kulturschaffenden aus den Reihen der deutschen Nationalität“ teil. In der Folge entstand der Rat der Werktätigen deutscher Nationalität.
Dem 1978 gestellten Ausreiseantrag der Eheleute Wolf nach Deutschland wurde nicht stattgegeben. Am 24. September 1982 starb Wolf an Herzversagen. Den begonnenen Roman über sein Leben und eine sprachliche Untersuchung des Werkes von Adam Müller-Guttenbrunn konnte er nicht mehr vollenden.

## Veröffentlichungen
- Das Schulwesen des Temeswarer Banats im 18. Jahrhundert, Dissertation, Wien 1935
- Adam Müller-Guttenbrunn, der Erzieher zur Heimat, in: Banater Schulbote 1931/8
- Friedrich Schiller, in: Kultureller Wegweiser 1955/1
- Die Revolutionsjahre im Banat, Neuer Weg 2221-2244, 1956
- Literatur und Literaturunterricht, in: Neue Literatur, 1963/5; 6; 1964/2, 5
- Kurzformen volkstümlichen Erzählens, in: Neuer Weg, 12. August 1967
- Das Wort. Versuch einer Interpretation von Paul Celans Gedicht „Sprachsplitter“, in: Neuer Weg, 20. April 1968
- Interpretation: Ingeborg Bachmanns Gedicht „Die gestundete Zeit“, in: Hermannstädter Zeitung, 13. Dezember 1968
- Krise der Kritik? Zu Fragen unserer Literaturkritik. In: Neue Literatur 1968/7
- Dichtung und Musik. Gedichte von Schiller und Beethovens Neunte Symphonie, in: Neuer Weg, 12. August 1970
- Wie kamen im 18. Jahrhundert deutsche Kolonisten ins Banat? In: Forschungen zur Volks- und Landeskunde, 16, 1973/2
- Mundartliches in Goetheschen Texten. Einige Hinweise auf Ähnlichkeiten mit den Banater rheinfränkischen Mundarten. In: Forschungen zur Volks- und Landeskunde, 5. April und 19. April 1975
- Germanistische Studien in Rumänien bis zum Jahr 1944, in: Forschungen zur Volks- und Landeskunde 19/1976/1
- Methodik des deutschen Sprachunterrichts, 1968
- Einführung in die deutsche Philologie mit Yvonne Lucuta, Vorlesung 1973
- Sprachgebrauch – Sprachverständnis. Ausdrucksformen und Gefüge in unserem heutigen Deutsch, 1973
- Kleine Banater Mundartenkunde, 1974
- Über Goethes Faust, Vorwort zu: Johann Wolfgang Goethe: Faust, Teil I und II, 1974